# Bīmẕorteh
Bīmẕorteh (persiska: بیمضرته) är en ort i Iran.   Den ligger i provinsen Västazarbaijan, i den nordvästra delen av landet, 600 km väster om huvudstaden Teheran. Bīmẕorteh ligger 1 662 meter över havet och antalet invånare är 829.
Terrängen runt Bīmẕorteh är varierad.Runt Bīmẕorteh är det ganska tätbefolkat, med 93 invånare per kvadratkilometer. Närmaste större samhälle är Oshnavīyeh, 7,4 km öster om Bīmẕorteh. Trakten runt Bīmẕorteh består i huvudsak av gräsmarker.